# 2040
|  | Denne artikel beskriver en fremtidig begivenhed Denne artikel eller sektion handler om planlagt eller forventet fremtidig begivenhed. Der kan forekomme spekulativ information, og indholdet kan ændres dramatisk når begivenheden nærmer sig og mere information bliver tilgængelig. |

| 2040               |
| ------------------ |
| Dødsfald - Fødsler |
|                    |

| Gregoriansk kalender | 2040 MMXL               |
| Ab urbe condita      | 2793                    |
| Armensk kalender     | 1489 ԹՎ ՌՆՁԹ            |
| Kinesiske kalender   | 4736 – 4737 己未 – 庚申 |
| Etiopisk kalender    | 2032 – 2033             |
| Jødisk kalender      | 5800 – 5801             |
| Hindukalendere       |                         |
| - Vikram Samvat      | 2095 – 2096             |
| - Shaka Samvat       | 1962 – 1963             |
| - Kali Yuga          | 5141 – 5142             |
| Iransk kalender      | 1418 – 1419             |
| Islamisk kalender    | 1462 – 1463             |

2040 (MMXL) er det 510. skudår siden Kristi Fødsel. Året begynder på en søndag. Påsken falder dette år den 1. april.
Ifølge Nostradamus' forudsigelser kan Jesus dette år og 3000 år frem ventes at vende tilbage til jorden.
Se også 2040 (tal)

## Forudsigelser og planlagte hændelser
- 2. maj – delvis solformørkelse.
- August – en besked (Cosmic Call 2) sendt fra den 70-meter store radar i Jevpatorija, Ukraine mod stjernen HD 245409 når dets destination.
- 4. november – delvis solformørkelse.
- 6. november – valg til USAs 64. præsident.
- Kina planlægger en bemandet mission til Månen indenfor tidsrammen 2040 – 2060.

## Teknologi
- 6. februar 2040 er den højeste dato der kan repræsenteres i ældre versioner af Apple Macintosh computere.

## Billeder
- Tidlig Apple Macintosh computer
- Solformørkelse, denne fra 1999
- Bemandet mission til Månen, denne fra Apolloprogrammet

| År | Spire Denne artikel om et år, årti, århundrede eller årtusinde er en spire som bør udbygges. Du er velkommen til at hjælpe Wikipedia ved at udvide den. |